# Cadique
Cadique est une ville du secteur Bedanda, dans la région de Tombali en Guinée-Bissau.

## Population
Selon le recensement démographique de 2009, la ville compte 1 040 habitants.
Il s'agit de l'un des nombreux anciens nalus réglementés de la péninsule de Cubucaré (pt), autrefois connu sous le nom de Cantanhez.
En langue Nalu, Cantanhez se prononce « Cantan-guês », et signifie zone élevée ou zone montagneuse. Le nom de Cantanhez a été fusionné avec la péninsule (actuellement Cubucaré), que beaucoup connaissent encore aujourd'hui.

## Personnalités notables
- Titina Silá (1943-1973), combattante de la guerre anticoloniale
- Flora Gomes (* 1949), cinéaste